# Boissonneaua jardini
El colibrí sietecolores o coronita terciopelo (Boissonneaua jardini), también llamado diadema aterciopelada, es una especie de ave apodiforme de la familia Trochilidae (los colibríes) perteneciente al género Boissonneaua. Es nativo de regiones andinas del noroeste de América del Sur.

## Distribución y hábitat
Se distribuye en la región del Chocó por la pendiente del Pacífico de los Andes occidentales  del suroeste de Colombia (Cerro Tatamá, en el sur de Chocó, al sur hasta Nariño) y en el noroeste de Ecuador (Pichincha), ocasionalmente puede llegar al sur hasta El Oro.
Esta especie es considerada poco común y muy local en sus hábitats naturales: el interior y los bordes de selvas húmedas abundantes en musgos en la zona tropical y subtropical; también puede ser encontrada en las tierras bajas del Pacífico en claros con arbustos en faldas o declives suaves, entre los 350 y 2200 m de altitud, más común arriba de los 1200 m.

## Descripción
Mide en promedio 10,9 cm de longitud. Pesa 8 a 8,5 g. El pico es recto y tiene 18 mm de largo. Dorso verde azulado iridiscente; cabeza garganta y parte superior del pecho negros; matices púrpuras en la garganta y el resto del pecho y el vientre azul a púrpura iridiscente; las coberteras internas de las alas color canela a anaranjado; las plumas centrales de la cola negras, las externas blancas con puntas negras. La hembra es más opaca, con las márgenes de las plumas del pecho y el vientre de color ante.

## Alimentación
Se alimenta del néctar de flores de corola tubular y de insectos.

## Reproducción
Para el cortejo, el macho hace círculos alrededor de la hembra, aletea, canta y zumba de un lado para otro abanicando la cola. Construye un nido en forma de taza, utilizando musgos y líquenes, sobre una rama horizontal o una horqueta fina. La hembra pone dos huevos.

## Sistemática

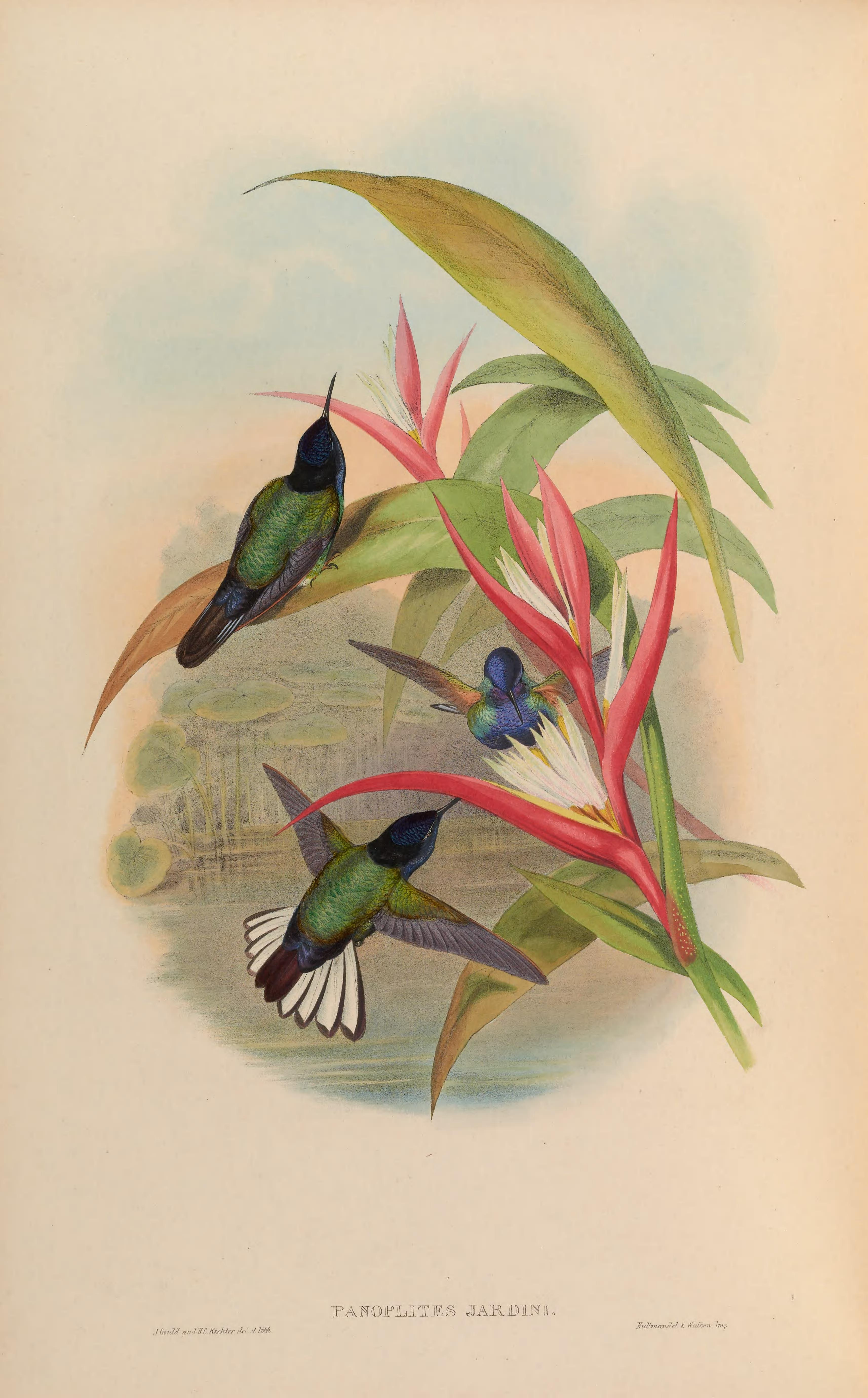
Panoplites jardini sinónimo de Boissonneaua jardini, ilustración de Gould y Richter en A monograph of the Trochilidae, or family of humming-birds 2, 1861.

### Descripción original
La especie B. jardini fue descrita por primera vez por el ornitólogo francés Jules Bourcier en 1851 bajo el nombre científico Trochilus jardini ; su localidad tipo es: «Nanegal, Ecuador».

### Etimología
El nombre genérico femenino «Boissonneaua» conmemora al ornitólogo francés Auguste Boissonneau (1802–1883); y el nombre de la especie «jardini», conmemora al ornitólogo y naturalista escocés William Jardine (1800–1874).

### Taxonomía
Es monotípica.